# 6201 Ichiroshimizu
6201 Ichiroshimizu (1993 HY) là một tiểu hành tinh vành đai chính được phát hiện ngày 16 tháng 4 năm 1993 bởi Endate và Watanabe ở Kitami.